# Teisendorf
Teisendorf è un comune tedesco di 9 431 abitanti situato nel land della Baviera.